# Les Vallées de la Vanne
Les Vallées de la Vanne község Franciaország Burgundia-Franche-Comté régiójában, Yonne megyében. Új községként 2016. január 1-jén jött létre Chigy, Theil-sur-Vanne és Vareilles község egyesítésével. A korábbi községek egyesülésekor az új község lélekszáma 1056 fő lett. Lakosainak száma 1012 fő (2022. január 1.).

## Népesség
| Lakosok száma | 1064 | 1078 | 1058 | 1038 | 1020 | 1003 | 1012 |
|               | 2013 | 2017 | 2018 | 2019 | 2020 | 2021 | 2022 |